# Sympycnus fimbriatus
Sympycnus fimbriatus är en tvåvingeart som beskrevs av Octave Parent 1932. Sympycnus fimbriatus ingår i släktet Sympycnus och familjen styltflugor. Inga underarter finns listade i Catalogue of Life.